# Velhos Amigos
Velhos Amigos foi uma série produzida para a RTP em 2011, da autoria de Cláudia Chéu e realização de Ana Nave e Patrícia Sequeira.

## Retrato
A série mostra o retrato comovente de três idosos e uma criança numa aventura de redescoberta da vontade de viver e de um país de beleza e património inigualável.
Uma série familiar, encantadora, emocionante e recheada de aventuras, para toda as idades.  

## Transmissão
Esteve em transmissão na RTP1 à hora de almoço (14:15), de segunda a sexta-feira entre 14 de Janeiro e 18 de Fevereiro de 2013.
Em 2014, a RTP2 fez reposição da série para passar a seguir ao programa de desenhos animados Zig Zag., às 13:15
Em 2015, a série foi exibida na RTP1 aos domingos de manhã, no entanto, foi sofrendo algumas interrupções de transmissão e depois deixaram de passar.
Em 2016 foi exibida na RTP Memória aos domingos de manhã.
A série voltou a repetir em Abril de 2020 na RTP MEMÓRIA

### História
“Velhos Amigos” é o retrato comovente de três idosos e uma criança numa aventura de redescoberta da vontade de viver e de um país de beleza e património inigualável.
Carlos, José e Matias são três amigos, entre os setenta e os oitenta anos que se conhecem desde o tempo de criança. José vive com a filha, o género e o neto, Pedro de nove anos. Tem no neto o único motivo de contentamento. Carlos é reformado e passa o seu fazendo pequenos biscates. Matias é viúvo e vive sozinho, quase ao abandono, já que o filho está no estrangeiro. Os três têm personalidades muito vincadas, mas estão ao mesmo tempo unidos por uma grande amizade.
Uma série que retrata um encontro de gerações de avós e netos.

## Elenco
Elenco Principal
- Luís Alberto ... José Teixeira
- Orlando Costa ... Carlos Manuel Sousa Rodrigues
- João Maria Pinto ... Matias Baptista
- Miguel Jesus ... Pedro Teixeira Fontes
- Margarida Cardeal ... Eunice Maria da Silva Teixeira Fontes
- Filipe Vargas ... Eduardo Fontes
- Maria do Céu Guerra ... Maria da Assunção
- Beatriz Coelho ... Ana

Elenco Adicional
- Ana Bustorff ... Suzete Mendonça
- Anabela Teixeira
- Ângela Ribeiro ... Cândida
- Anita Guerreiro ... Albertina
- Carlos Rodrigues (actor) (†)... Armando
- Cecília Guimarães ... Amália
- Cláudia Oliveira ... Anabela
- Cristóvão Campos ... Ivo
- Delfina Cruz (†)... Mariana Mendonça
- Fernando Mendes ... ele próprio
- Fernando Tavares Marques ... António
- Florbela Queiroz ... Madalena
- Elisa Lisboa ... Fantasma
- Irene Cruz ... Marília
- José Pinto ... Horácio
- Jorge Mourato ... André Baptista
- Rosa do Canto ... Cremilde Dias
- Henrique Gil ... Miguel
- Henriqueta Maia ... Brites
- Simone de Oliveira ...Ela própria
- Diogo Valsassina ... Homem da pizza
- Paula Mora ... Manuela Proença
- José Neves
- Júlio César ... Juvenal Silva
- Laura Soveral (†)
- Lídia Franco ... Irene
- Lourdes Norberto ... Esperança
- Maria Emília Correia ... Alice Mendonça
- Mariema
- Mário Jacques (†)... Manuel Azevedo
- Márcia Breia ... Ermelinda